# Ważkowate
Ważkowate (Libellulidae) – rodzina owadów z rzędu ważek należąca do podrzędu ważek różnoskrzydłych. Jest drugą (po łątkowatych) pod względem liczebności gatunków rodziną ważek – obejmuje ponad 1000 współcześnie żyjących gatunków występujących niemal na całym świecie. Są to duże ważki występujące nad zbiornikami wody stojącej, a także na terenach zalesionych. Przedstawicieli tej rodziny charakteryzuje niemal kwadratowy w przekroju odwłok, tylny brzeg oka bez wycięcia, prosty. Ciało nie ma metalicznej barwy, z wyjątkiem tułowia Leucorrhinia spp., który delikatnie pobłyskuje metalicznym fioletem. Larwy są krępe i stosunkowo krótkie. Rodzajem typowym rodziny jest Libellula.

## Ważki Polski
W odonatofaunie Polski stwierdzono występowanie następujących gatunków:
- lecicha białoznaczna (Orthetrum albistylum)
- lecicha mała (Orthetrum coerulescens)
- lecicha południowa (Orthetrum brunneum)
- lecicha pospolita (Orthetrum cancellatum)
- nomadka żółtawa (Pantala flavescens)[6]
- szablak przepasany (górski) (Sympetrum pedemontanum)
- szablak krwisty (Sympetrum sanguineum)
- szablak podobny (późny) (Sympetrum striolatum)
- szablak południowy (Sympetrum meridionale)
- szablak przypłaszczony (Sympetrum depressiusculum)
- szablak szkocki (czarny) (Sympetrum danae)
- szablak wędrowny (wiosenny) (Sympetrum fonscolombei)
- szablak zwyczajny (Sympetrum vulgatum)
- szablak żółty (Sympetrum flaveolum)
- szafranka czerwona (Crocothemis eryhtraea)
- ważka czteroplama (Libellula quadrimaculata)
- ważka płaskobrzucha (Libellula depressa)
- ważka żółta (ruda) (Libellula fulva)
- zalotka białoczelna (Leucorrhinia albifrons)
- zalotka czerwonawa (Leucorrhinia rubicunda)
- zalotka spłaszczona (Leucorrhinia caudalis)
- zalotka torfowcowa (wątpliwa) (Leucorrhinia dubia)
- zalotka większa (Leucorrhinia pectoralis)

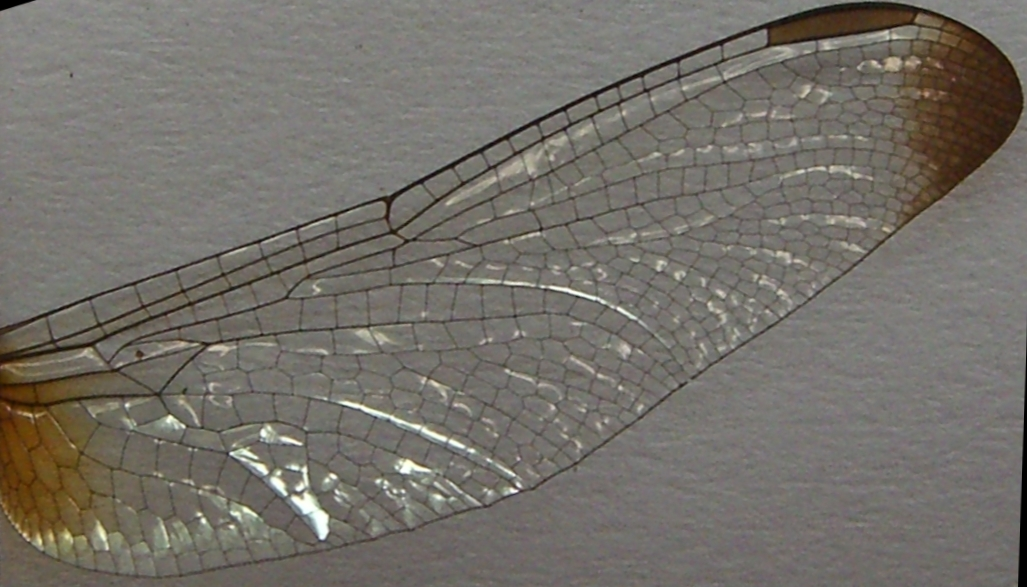
Użyłkowanie skrzydła samca Erythrodiplax funerea. U góry widoczna brązowa pterostygma.

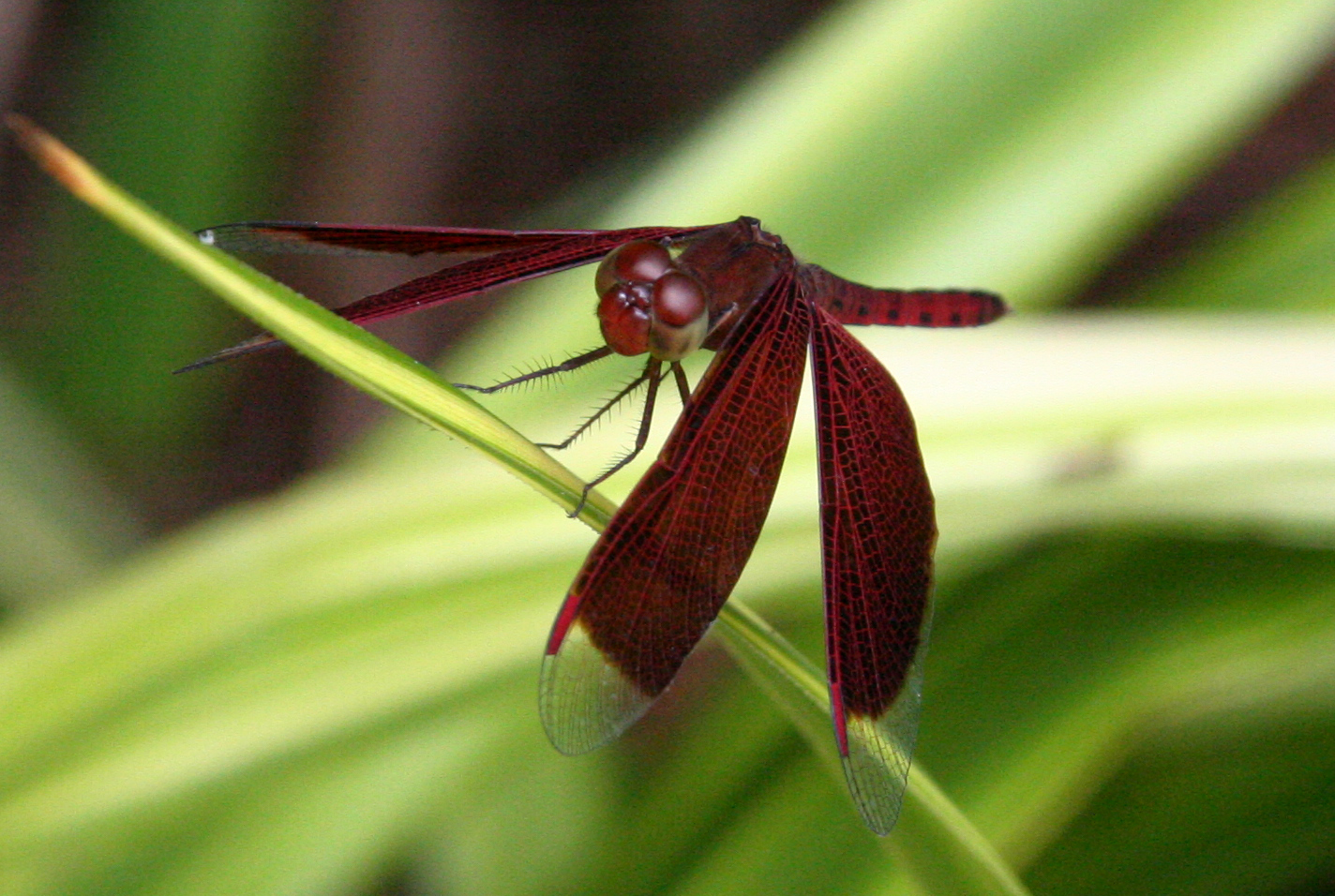
Neurothemis fluctuans

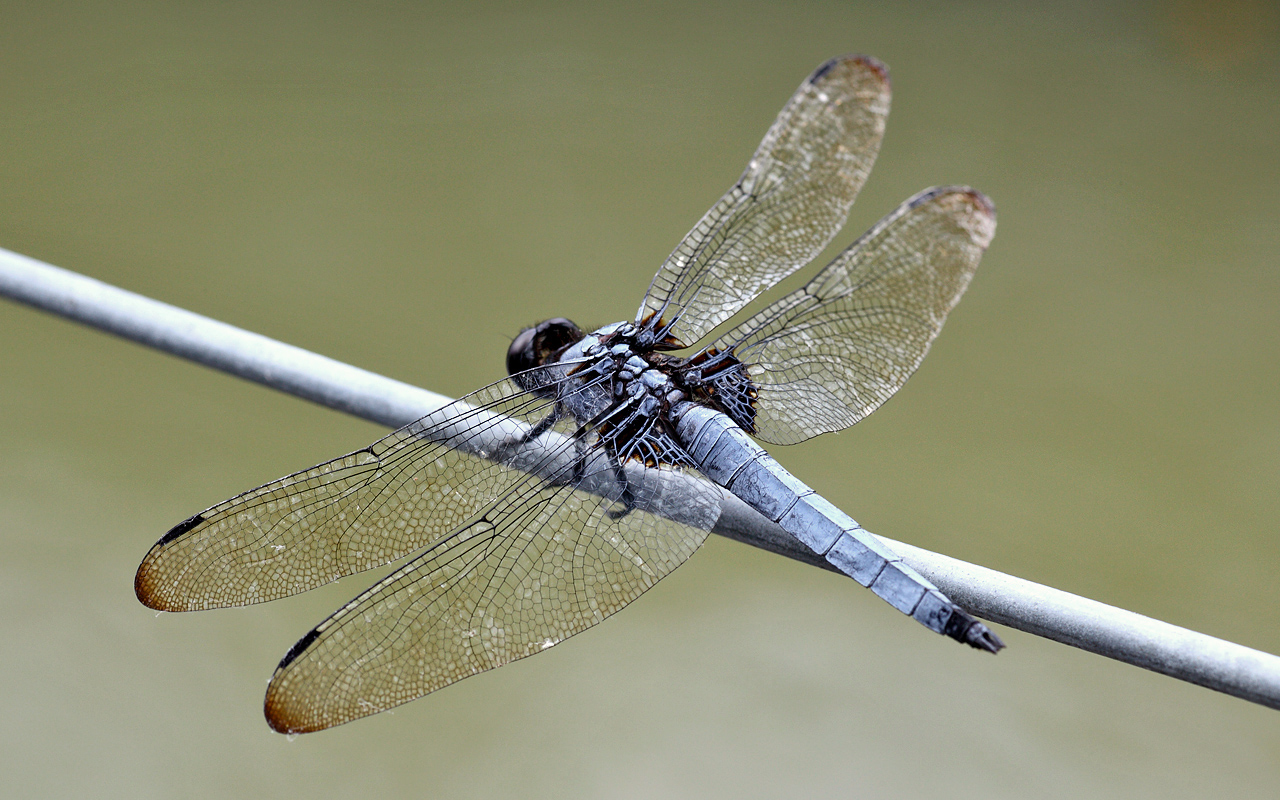
Orthetrum triangulare

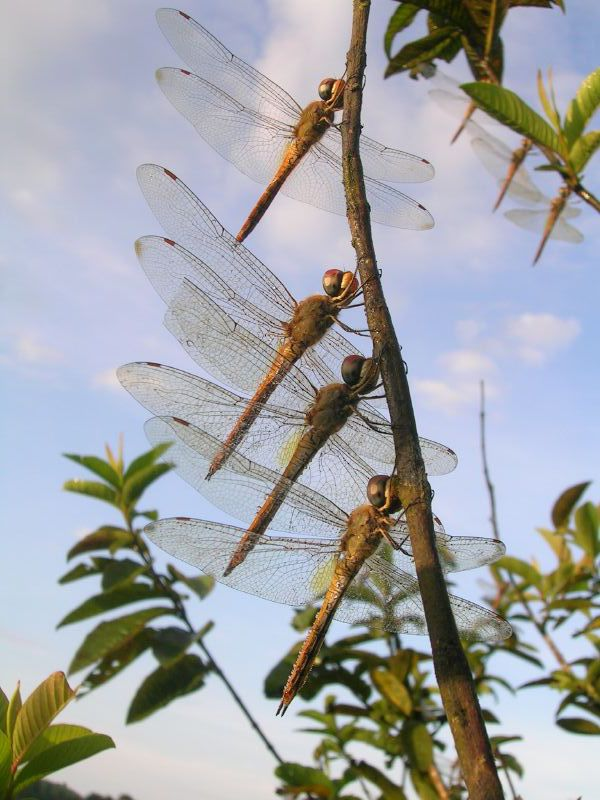
Grupa odpoczywających nomadek żółtawych (Pantala flavescens)

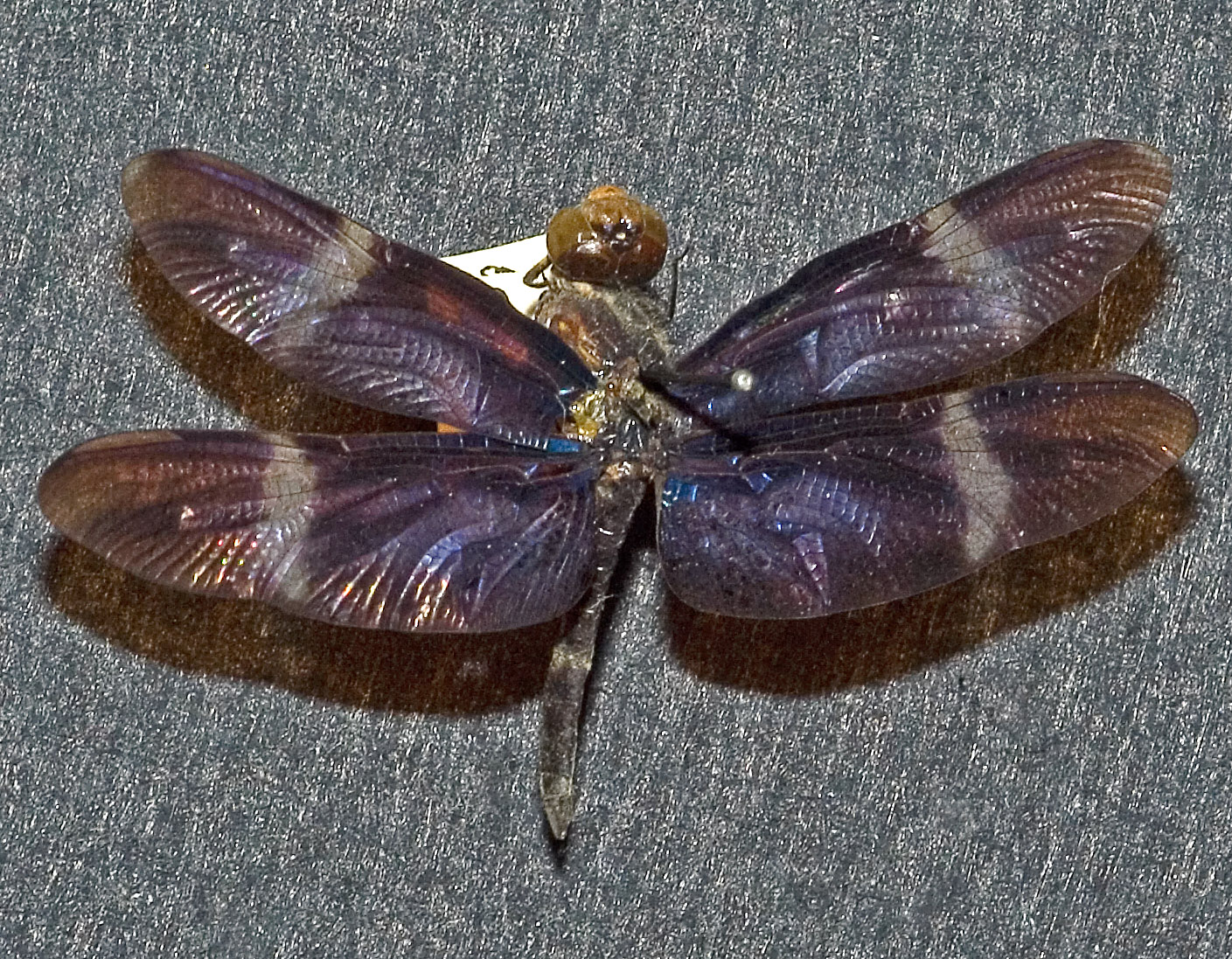
Zenithoptera fasciata

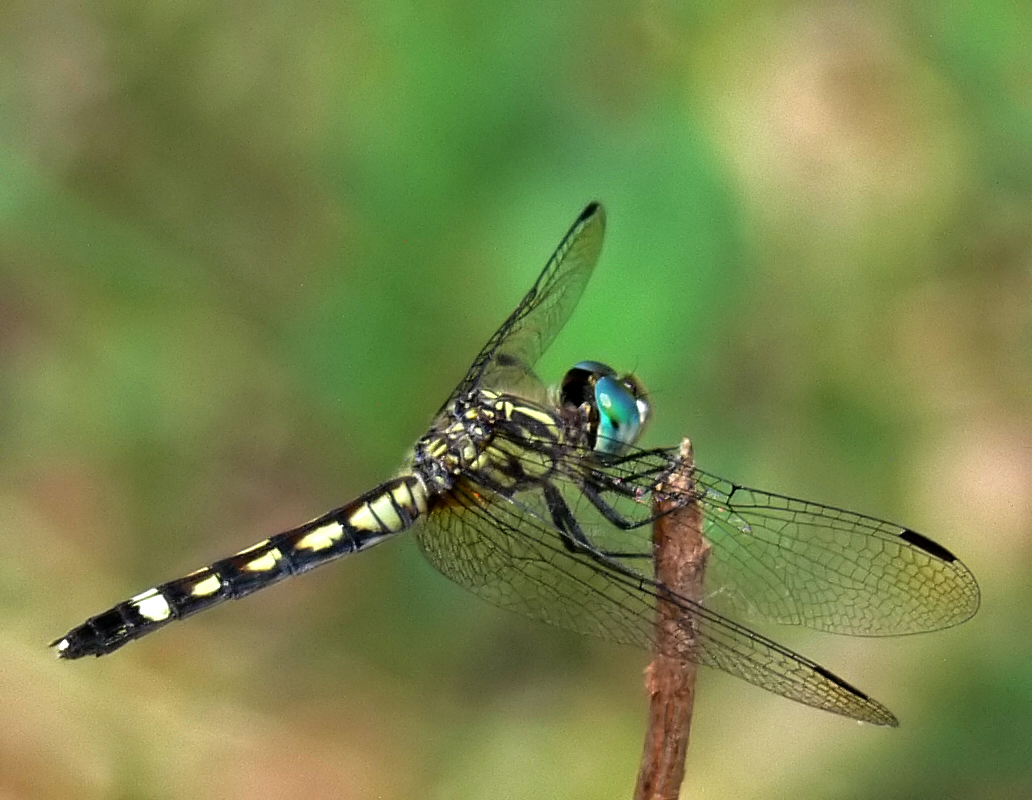
Micrathyria hagenii

## Systematyka
- Acisoma
- Aethiothemis
- Aethriamanta
- Agrionoptera
- Akrothemis
- Amphithemis
- Anatya
- Antidythemis
- Archaeophlebia – jedyny przedstawiciel to Archaeophlebia martini
- Argyrothemis – jedyny przedstawiciel to Argyrothemis argentea
- Atoconeura
- Atratothemis – jedyny przedstawiciel to Atratothemis reelsi
- Austrothemis – jedyny przedstawiciel to Austrothemis nigrescens
- Bironides
- Boninthemis – jedyny przedstawiciel to Boninthemis insularis
- Brachydiplax
- Brachygonia
- Brachymesia
- Brachythemis
- Bradinopyga
- Brechmorhoga
- Calophlebia – jedyny przedstawiciel to Calophlebia karschi
- Camacinia
- Cannaphila
- Carajathemis – jedyny przedstawiciel to Carajathemis simone
- Celebophlebia
- Celebothemis – jedyny przedstawiciel to Celebothemis delecollei
- Celithemis
- Chalcostephia – jedyny przedstawiciel to Chalcostephia flavifrons
- Chalybeothemis
- Cratilla
- Crocothemis
- Cyanothemis – jedyny przedstawiciel to Cyanothemis simpsoni
- Dasythemis
- Deielia – jedyny przedstawiciel to Deielia phaon
- Diastatops
- Diplacina
- Diplacodes
- Dythemis
- Edonis – jedyny przedstawiciel to Edonis helena
- Elasmothemis
- Eleuthemis
- Elga
- Epithemis
- Erythemis
- Erythrodiplax
- Fylgia – jedyny przedstawiciel to Fylgia amazonica
- Garrisonia – jedyny przedstawiciel to Garrisonia aurindae
- Gynothemis
- Hadrothemis
- Hemistigma
- Huonia
- Hydrobasileus
- Hylaeothemis
- Hypothemis – jedyny przedstawiciel to Hypothemis hageni
- Idiataphe
- Indothemis
- Ladona
- Lanthanusa
- Lathrecista – jedyny przedstawiciel to Lathrecista asiatica
- Leucorrhinia
- Libellula
- Lyriothemis
- Macrodiplax
- Macrothemis
- Malgassophlebia
- Miathyria
- Micrathyria
- Micromacromia
- Microtrigonia
- Misagria
- Nannodiplax – jedyny przedstawiciel to Nannodiplax rubra
- Nannophlebia
- Nannophya
- Nannophyopsis
- Nannothemis – jedyny przedstawiciel to Nannothemis bella
- Neodythemis
- Nephepeltia
- Nesciothemis
- Nesogonia – jedyny przedstawiciel to Nesogonia blackburni
- Nesoxenia
- Neurothemis
- Nothodiplax – jedyny przedstawiciel to Nothodiplax dendrophila
- Notiothemis
- Notolibellula – jedyny przedstawiciel to Notolibellula bicolor
- Oligoclada
- Olpogastra – jedyny przedstawiciel to Olpogastra lugubris
- Onychothemis
- Orchithemis
- Orionothemis – jedyny przedstawiciel to Orionothemis felixorioni
- Orthemis
- Orthetrum
- Oxythemis – jedyny przedstawiciel to Oxythemis phoenicosceles
- Pachydiplax – jedyny przedstawiciel to Pachydiplax longipennis
- Pacificothemis – jedyny przedstawiciel to Pacificothemis esakii
- Palaeothemis – jedyny przedstawiciel to Palaeothemis tillyardi
- Palpopleura
- Paltothemis
- Pantala
- Parazyxomma – jedyny przedstawiciel to Parazyxomma flavicans
- Perithemis
- Phyllothemis
- Planiplax
- Plathemis
- Pornothemis
- Porpax
- Potamarcha
- Protorthemis
- Pseudagrionoptera – jedyny przedstawiciel to Pseudagrionoptera diotima
- Pseudoleon – jedyny przedstawiciel to Pseudoleon superbus
- Pseudothemis
- Pseudotramea – jedyny przedstawiciel to Pseudotramea prateri
- Raphismia
- Rhodopygia
- Rhodothemis
- Rhyothemis
- Risiophlebia
- Scapanea – jedyny przedstawiciel to Scapanea frontalis
- Selysiothemis – jedyny przedstawiciel to Selysiothemis nigra
- Sympetrum
- Tapeinothemis – jedyny przedstawiciel to Tapeinothemis boharti
- Tauriphila
- Tetrathemis
- Thalassothemis – jedyny przedstawiciel to Thalassothemis marchali
- Thermochoria
- Thermorthemis
- Tholymis
- Tramea
- Trithemis
- Trithetrum
- Tyriobapta
- Uracis
- Urothemis
- Viridithemis – jedyny przedstawiciel to Viridithemis viridula
- Ypirangathemis – jedyny przedstawiciel to Ypirangathemis calverti
- Zenithoptera
- Zygonoides
- Zygonychidium – jedyny przedstawiciel to Zygonychidium gracile
- Zygonyx
- Zyxomma